# Maurice (vescovo di Londra)
 Maurice (XI secolo – 26 settembre 1107) è stato un vescovo cattolico inglese, fu il terzo Lord Cancelliere di Inghilterra, Lord Custode e Vescovo di Londra.

## Biografia
Maurice fu Arcidiacono di Le Mans prima di essere nominato, verso il 1078, Lord Cancelliere.
Mantenne l'incarico fino al 1085 o al 1086.
Fu quindi nominato Vescovo di Londra il 25 dicembre 1085 e consacrato nel 1086, probabilmente il 5 aprile.
Morì il 26 settembre 1107; la commemorazione della sua morte è il 26 settembre.

## Genealogia episcopale
La genealogia episcopale è:
- Arcivescovo Robert di Jumièges
- Vescovo Guglielmo il Normanno
- Arcivescovo Lanfranco di Canterbury
- Vescovo Maurice (vescovo di Londra)